# Средно училище „Георги Каравелов“
Средно училище „Георги Алексиев Каравелов“ е училище в град Шивачево, Община Твърдица, област Сливен, България.

## История
Училището е създадено през 1860 г. в село Терзобас. Сградата е построена в двора на църквата. Тя не е голяма – 5 м дълга, 4 м широка и 2 м висока. През учебната 1888 – 1889 г. подлежащите ученици от 6 до 12 г. са 237, от тях 24 момчета посещават учебни занятия. През 1892 г. е построено новото училище. Сградата е едноетажна, с 4 учебни стаи и една малка за административни нужди. Първата жена учителка е деятелката на женското движение в България и съпруга на Георги Кирков Тина Киркова. С протокол от 22.08.1904 г. с. Терзобас се преименува – Източно Шивачево. То наброява вече 300 къщи. През 1919 г. все по-често на общинските заседания се обсъжда въпросът за строеж на нова училищна сграда. Строежът на училището се забавя по причини, които за жителите на Шивачево са жестоки. Сред жертвите по време на Септемврийските бунтове от 1923 г. е директорът на училището – Георги Алексиев Каравелов. През 1931 г. започва строеж на нова сграда, а през 1932 г. е завършено образцовото обзавеждане. През 1933 – 1934 г. то става пълно основно училище, като всички класове учат в новата учебна сграда. През есента на 1944 г. на общоселско събрание единодушно е прието предложението за преименуване на училището. Оттогава то носи името на учителя Г. Ал. Каравелов.
Първи учители са: даскал Христо от село Дрента, Еленско (възпитаник на Еленската даскалоливница), даскал Атанас Манчев от село Козарево (заедно с учениците си посреща руските войски през 1878 г.), Иван Стоянов (след Освобождението), Димитър Мучев (през 1885 г.), Желязко Донев и Бойо Джуров – са от първите ученици на даскал Христо, Тина Киркова, Ница и Андрей Прокопиеви от село Кортен (през 1892 г.), Станьо Тасев, Никола Узунов от Казанлък (през 1908 г.), Донка Николова от Нова Загора, Георги Каравелов (учителски институт в Стара Загора), Бойо Стамов, Деньо Азманов (през 1922 – 23 г.).

## Директори на училището
- Николай Христов (1935 – 1936 г.)
- Михо Димитров (1939 – 1940 г.)
- Илия Димитров (1946 – 1947 г.)
- Алекси Каравелов (1947 – 1952 г.)
- Георги Ив. Христов (Зафиров) (1955 – 1984 г.)
- Тоня Паскова (1984 – 1988 г.)
- Вишка Азманова (1988 – 1997 г.)
- Павлина Дукова (1997 – 2003 г.)
- Койчо Койтаров (2003 – 2005 г.)
- Жельо Радев (2005 – 2011 г.)
- Златка Върбановска (2011 - 2017 г.)
- Динко Динев /понастоящем/